# Myrmarachne edwardsi
Myrmarachne edwardsi este o specie de păianjeni din genul Myrmarachne, familia Salticidae, descrisă de Berry, Beatty, Prószynski, 1996. Conform Catalogue of Life specia Myrmarachne edwardsi nu are subspecii cunoscute.